# Аргаяшський район
Аргаяшський район (рос. Аргаяшский район, башк. Арғаяш районы) - муніципальне утворення в Челябінській області Росії.
Адміністративний центр - село Аргаяш.

## Географія
Район розташований у північній частині Челябінської області. Район займає площу 2 791 км², з них 26% - ліси, 11% - водойми (це 50 озер і 9 річок). Площа сільськогосподарських угідь 140,8 тис. га. Загальна протяжність кордонів - 250 км.

## Історія
Башкирське самоврядування у регіоні було організоване восени 1917 року М.-Г. Курбангалієвим; був утворений Аргаяшський кантон Башкурдистану. З 1919 року по 1930 рік кантон перебував у складі Башкирської АРСР, і представляв собою анклав всередині величезної Уральської області. Район утворений в 1930 році в складі Башкирської АРСР шляхом поділу кантону на 2 райони (Аргаяшского та Кунашацького). При поділі Уральської області в 1934 році, Аргаяшський район увійшов до складу Челябінської області, при цьому в 1934 році входив до складу Аргаяшського національного округу Челябінської області .

## Населення
Населення - 40 735 чол.
Національний склад
У районі розташовані переважно башкирські населені пункти. Росіяни переважають в селах Кузнецьке, Увільди та Губернське, селі Марксист, селищах Міаській та Каракульмяк, а також у райцентрі Аргаяш. Татари проживають серед башкир в селі Кулуево, селищі Ішаліно та в райцентрі Аргаяш, татарських населених пунктів в районі немає.

## Муніципальне-територіальний устрій
У Аргаяшского районі 85 населених пунктів у складі 12 сільських поселень:

## Економіка

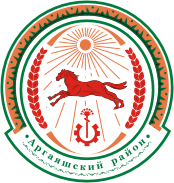
Герб 1999 року

Сільськогосподарські угіддя - 140,8 тис. га. У районі вирощують зернові та зернобобові культури, картоплю, овочі. Розводять велику рогату худобу, коней, овець, кроликів, птицю.
Є родовища золотих руд, кольорового мармуру. Район багатий сапропелем та торфом. 
Кліматичний і бальнеологічний курорт Увільди.

## Пам'ятки

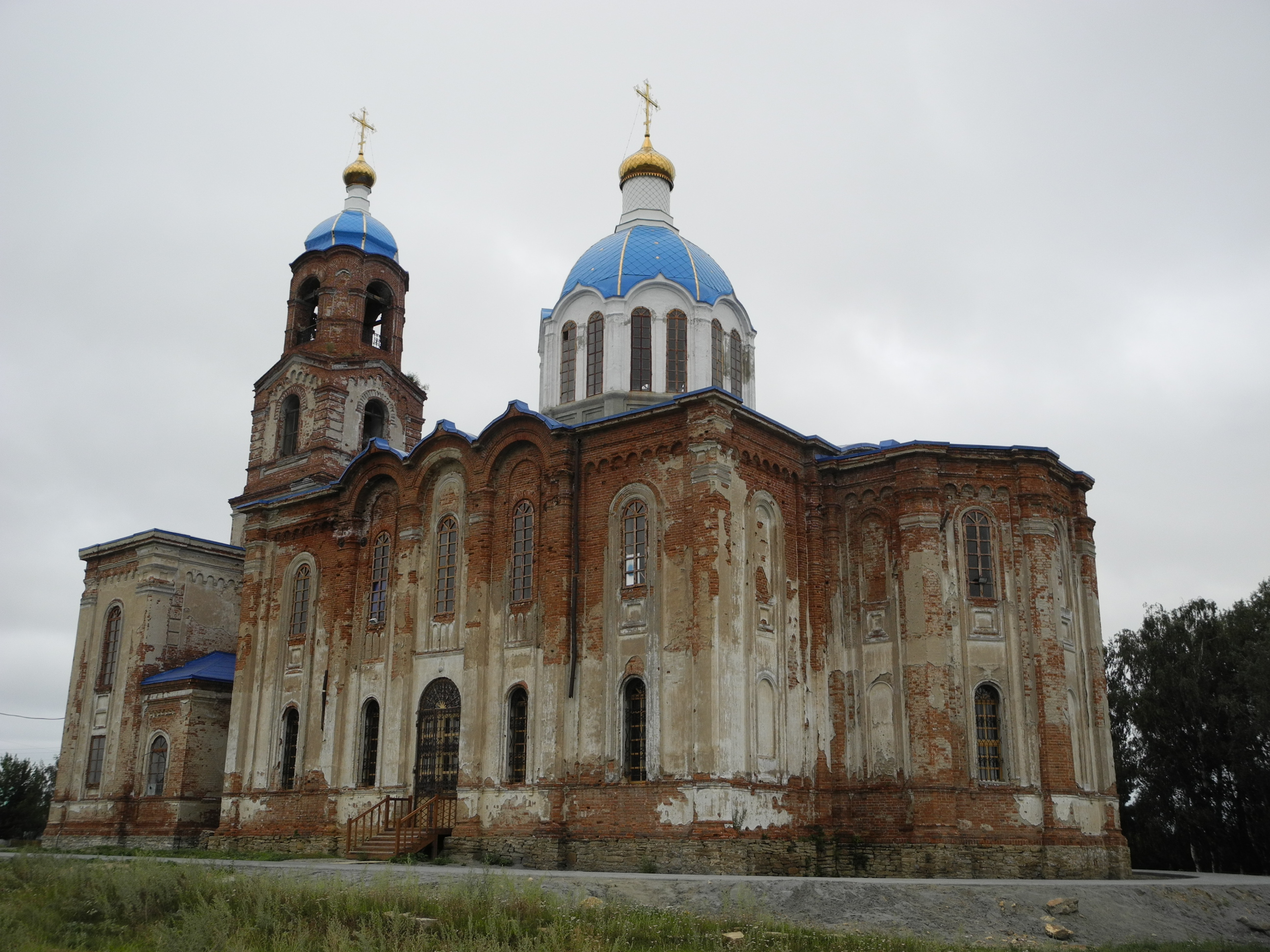
Дмитрієвський собор

Архітектурні пам'ятники: в селі Кулуево старовинна Мечеть, в селі Губернське - Дмитрієвський собор (1899), в селі Кузнецьке - церква Різдва Богородиці (1805). Неолітичні стоянки Ново-Соболево та Старо-Соболево в Норкінській сільраді.